# Ospedale Maggiore di Parma
L'Azienda ospedaliero-universitaria di Parma è una struttura ospedaliera ad alta specializzazione che usufruisce della presenza fondamentale della Facoltà di medicina e chirurgia dell'Università di Parma, offre servizi diagnostici, terapeutici e riabilitativi, tra i più numerosi della regione Emilia-Romagna ed è centro di riferimento traumatologico e neurochirurgico per l'Emilia nord-occidentale. Le province più interessate dai servizi dell'ospedale sono Parma, Piacenza e Reggio Emilia. Dispone di 1.359 posti letto e nel 2007 sono stati registrati 51.516 ricoveri tra ordinari, in day hospital, urgenti e ad alta specialità. L'ospedale offre lavoro a 3.150 dipendenti dei quali 2.288 risiedono in città, mentre 707 in provincia.

## Storia
Il primo ospedale di Parma fu edificato nel 1201 nei pressi della chiesa di Santa Maria in borgo Taschieri, forse grazie alla munificenza di Rodolfo Tanzi, per volontà degli ordini di fabbri, calzolai, macellai e muratori.
Nel 1476 furono avviati, su progetto di Gian Antonio Da Erba, i lavori di costruzione di un nuovo nosocomio in strada Maestra di Santa Croce (odierna strada Massimo D'Azeglio), per riunire in un'unica struttura i numerosi ospedali minori della città e dei suoi dintorni; il grande edificio rinascimentale, completato nel 1517, fu suddiviso in due sezioni, note come Ospedale della Misericordia e Ospizio degli Esposti, destinate rispettivamente a curare gli ammalati e accogliere i trovatelli. Nel 1548 assunse la gestione della struttura il Consorzio dei vivi e dei morti.
Il nosocomio fu ampliato già a partire dal 1587, su progetto di Giovanni Francesco Testa, mentre nel 1663 fu costruito al suo interno l'oratorio di Sant'Ilario in onore del patrono della città, al quale fu dedicato anche l'ospedale. Altri lavori di ristrutturazione e ampliamento furono eseguiti nei secoli successivi, ma ciò nonostante alla fine del XIX secolo l'edificio si rivelò sempre più inadeguato a causa della crescita della popolazione cittadina.
Per questo motivo, gli amministratori rinunciarono all'ipotesi di ristrutturare ancora l'antico nosocomio, preferendo l'idea di edificare un nuovo ospedale in una sede più idonea; il primo progetto fu affidato all'ingegner Guido Albertelli, che intendeva realizzare la struttura sull'Orto degli Incurabili e i terreni vicini, dunque in un'area posta tra la chiesa di Santa Maria del Quartiere, i viali di circonvallazione realizzati pochi anni prima sul luogo delle mura cittadine e via della Salute; i lavori furono avviati dopo alcuni anni e procedettero con lentezza, a causa della presenza di falde superficiali; il 7 dicembre del 1913 fu infine inaugurata la Clinica Chirurgica, progettata dall'ingegner Enrico Bovio.
Le difficoltà riscontrate indussero gli amministratori a decidere di realizzare i nuovi edifici nella zona dei Prati di Valera, già appartenente agli Ospizi Civili, compresa tra la via Emilia e via Abbeveratoia; fu quindi indetto un bando per un concorso nazionale, vinto nel maggio del 1914 dagli ingegneri Giulio Marcovigi e Ildebrando Tabarroni di Bologna, che prevedettero la realizzazione di 18 padiglioni medico-chirurgici suddivisi da viali, distinti in due comparti, di pertinenza degli Ospizi Civili e delle Cliniche Universitarie.
Il cantiere, finanziato grazie alla liquidazione dell'antico Consorzio dei vivi e dei morti, fu avviato il 31 ottobre del 1915 sotto la direzione dell'ingegner Alfredo Provinciali, dopo lo scoppio della prima guerra mondiale, ma i lavori procedettero a rilento e furono interrotti per motivi bellici nell'agosto del 1917; al termine del conflitto le difficoltà finanziarie comportarono un ridimensionamento del progetto, ma il cantiere fu successivamente riavviato e l'Ospedale civile di Parma fu inaugurato il 23 agosto del 1926 alla presenza della regina Margherita di Savoia e del duca Adalberto di Savoia-Genova.
In seguito furono costruiti altri quattro presidi ospedalieri esterni: lo Stuard, l'Ugolino da Neviano, il Vighi e il Rasori.
La suddivisione a padiglioni dell'Ospedale Maggiore, inadeguata alle moderne esigenze, comportò l'avvio, intorno al 1970, di nuovi lavori per la costruzione di pochi grandi poli per concentrare le attività vicine e complementari; fu quindi dapprima edificato il Monoblocco, in adiacenza al quale dopo il 1990 furono innalzate due nuove grandi strutture destinate ad accogliere la cardiochirurgia e l'ortopedia.
Mentre i vecchi padiglioni furono di mano in mano ristrutturati, furono costruiti altri edifici che spostarono il baricentro verso via Volturno, ove fu realizzato nel 2007 anche il nuovo grande ingresso; nello stesso anno furono avviati i lavori di ricostruzione del pronto soccorso, completato nel 2010. Nel 2013 fu inoltre inaugurato il nuovo Ospedale dei Bambini, finanziato per metà da soggetti privati e intitolato a Pietro Barilla.
I quattro presidi esterni furono invece uno alla volta dismessi e alienati, allo scopo di concentrare in un'unica sede tutte le strutture dell'Ospedale Maggiore; l'ultimo a chiudere fu il Rasori nel 2015.

## Centrale del 112 Numero Unico Emergenza - Base elisoccorso Emilia Ovest -Centrale OTTO
Centrale Unica 112 Emilia OVEST-Centro Unificato per l'Emergenze Strada del Taglio Parma
Dal 1992 data d'istituzione ufficiale del 118 in Italia fino al 2011 per 19 anni all'interno dell'Ospedale parmigiano in locali appositamente adibiti è stata operativa la Centrale del 118 "Parma Soccorso", trasferita poi a febbraio 2011 nei locali di strada del Taglio a Parma, presso il Centro Unificato per l'Emergenze nello stesso plesso del Comando di Polizia municipale di Parma e della sede Protezione civile NIP-Parma. Ad ottobre 2014 la Centrale è divenuta Centrale Operativa 118 Emilia Ovest dove gli infermieri d'area critica rispondo alle chiamate di soccorso provenienti dalle province di Piacenza, Parma e Reggio Emilia gestendo le chiamate e attivando le ambulanze e automediche dalle sedi CRI e Pubbliche Assistenze delle tre province emiliane dell'area ovest, oltre alla gestione dell'Eliporto dell'Ospedale Maggiore di Parma attivando l'elisoccorso nelle fasi decollo, soccorso e atterraggio che serve sempre le province emiliane in area ovest.
Centrale Unica 112
Dal 21 gennaio 2025 la Centrale diventa Centrale Unica 112 adeguata alle direttive del Numero unico di emergenza 112, la centrale, sempre in via del Taglio, gestisce tutte le chiamate della provincia di Parma per richieste d'intervento dei Carabinieri, Polizia di Stato, Vigili del Fuoco e Soccorso sanitario(Anpas e CRI).
Centrale OTTO servizi non urgenti
Nella medesima struttura si trova la Centrale OTTO(attiva dal giugno 2013) gestita dai dipendenti dell'Assistenza Pubblica ANPAS di Parma, per le richieste di trasporto in ambulanza per servizi non urgenti e trasporti ordinari quali dialisi, terapie e visite programmate sempre in cooperazione con Croce Rossa, Pubbliche Assistenze e le aziende ospedaliere. La Centrale collabora con i servizi di trasporti interni ospedalieri, quali servizi pedonale interno e trasporti interni in ambulanza.
Eliporto Elisoccorso HEMS - Emilia OVEST
Presso l'Ospedale Maggiore ha sede l'eliporto dell'elisoccorso regionale con piazzola di decollo e atterraggio. Dal 1º giugno 2017 l'elisoccorso è abilitato anche al volo notturno.
Faceva parte del "118 Parma Soccorso" il velivolo elisoccorso "Charlie Alpha" protagonista dell'incidente del Charlie Alpha, avvenuto nelle montagne reggiane il 18 agosto 1990, nel quale morirono 4 membri dell'equipaggio. L'equipaggio composto dal pilota, medico e due infermieri è stato insignito di medaglia d'oro al valor civile.

## Dipartimenti e Reparti Ospedalieri
L'ospedale è composto da 27 edifici a cui si deve aggiungere il Pronto soccorso.

### Dipartimenti

#### Dipartimento di emergenza e accettazione e Area medica generale e Specialistica
- Medicina di urgenza e di pronto soccorso
- Anestesia e rianimazione 2
- Centrale operativa 118 – Elisoccorso Area Vasta Emilia Nord-Ovest
- Centro cefalee
- Chirurgia d'urgenza
- Clinica pneumologica
- Clinica e immunologia medica
- Clinica e terapia medica
- Day hospital dipartimentale
- Day hospital pneumologico
- Dermatologia
- Ematologia e Centro trapianti midollo osseo (Ctmo)
- Endocrinologia
- Fisica sanitaria
- Funzionalità polmonare
- Ingegneria clinico-sanitaria
- Malattie infettive ed epatologia
- Medicina del lavoro e tossicologia industriale
- Medicina interna
- Medicina interna a indirizzo angiologico e coagulativo
- Medicina interna e reumatologia
- Nefrologia
- Neurochirurgia – Neurotraumatologia
- Nefrologia
- Neurologia
- Oncologia medica
- Pneumologia ed endoscopia toracica
- Psicologia sanitaria e Neuropsicologia clinica
- Semeiotica medica
- Trattamento intensivo del diabete e delle sue complicanze

#### Dipartimento Chirurgico generale e Specialistico
- Anestesia, rianimazione e Terapia antalgica 2
- Cardiochirurgia
- Cardiologia
- Chirurgia della cute e degli annessi mininvasiva, rigenerativa e plastica
- Chirurgia plastica e Centro ustioni
- Chirurgia toracica
- Chirurgia vascolare
- Clinica chirurgica e Terapia chirurgica
- Clinica chirurgica e Trapianti d'organo
- Clinica ortopedica
- Coordinamento attività specialistiche ambulatoriali cardiologiche
- Day surgery
- Maxillo-facciale
- Neurochirurgia
- Oculistica
- Odontostomatologia
- Ortopedia
- Otorinolaringoiatria e Otoneurochirurgia
- Urologia

#### Dipartimento Diagnostico
- Anatomia e Istologia patologica
- Biochimica ad elevata automazione
- Genetica Medica
- Diagnostica ematochimica
- Immunoematologia e Medicina trasfusionale
- Medicina nucleare
- Microbiologia
- Neuroradiologia
- Polo Emergenza – urgenza
- Radiologia
- Radiologia pediatrica
- Radioterapia
- Scienze radiologiche
- Virologia

#### Dipartimento Materno Infantile
- Cardiologia pediatrica
- Coordinamento attività di day hospital
- Chirurgia pediatrica
- Clinica pediatrica
- Gastroenterologia ed endoscopia digestiva
- Neonatologia
- Ostetricia e Ginecologia
- Pediatria e oncoematologia
- Pediatria generale e d'urgenza

#### Dipartimento Medico Geriatrico Riabilitativo
- Clinica geriatrica
- Geriatria
- Lungodegenza critica
- Medicina riabilitativa

## Organizzazione interna
All'interno dell'Ospedale Maggiore gli spostamenti interni dei pazienti su ambulanza vengono svolti dagli autisti-soccorritori CIDAS, mentre quelli pedonali(sedia o barella)dagli ausiliari Proges. La Centrale OTTO gestita da Assistenza Pubblica Parma gestisce e coordina i trasporti ordinari esterni(visite e dialisi) in cooperazione con Croce Rossa e Assistenza Pubblica. Il trasporto biancheria, medicinali e ferri chirurgici è affidato al gruppo Coopservice - Servizi Italia.

## Personale e divise
Personale sanitario:
- Personale Medico e Primario, camice bianco
- Personale tecnico e di cure socio-assistenziali e riabilitative (fisioterapisti, psicologi, biologi, etc...), casacca verde e/o camice bianco
- Caposala o Coordinatore infermieristico, casacca azzurra e pantaloni bianchi
- Infermiere, casacca bianca con bavero azzurro e pantaloni bianchi
- Ausiliari Socio-Sanitari, pantaloni bianchi e casacca con bavero verde o bianca

Personale di servizio:
- Autisti soccorritori(ambulanze interne)
- Ausiliari trasporto pedonale interno
- Ascensoristi
- Autotrasportatori biancheria, farmaci e ferri chirurgici
- Amministrativi

## Trasporti
A livello urbano L'ospedale è raggiungibile tramite le linee autobus 3, 4, 5 e 23 TEP (Parma), dalle fermate su Via Gramsci(Padiglione Direzione) e Via Abbeveratoria(Ingresso Pronto Soccorso).